# Tripos (Cambridge)

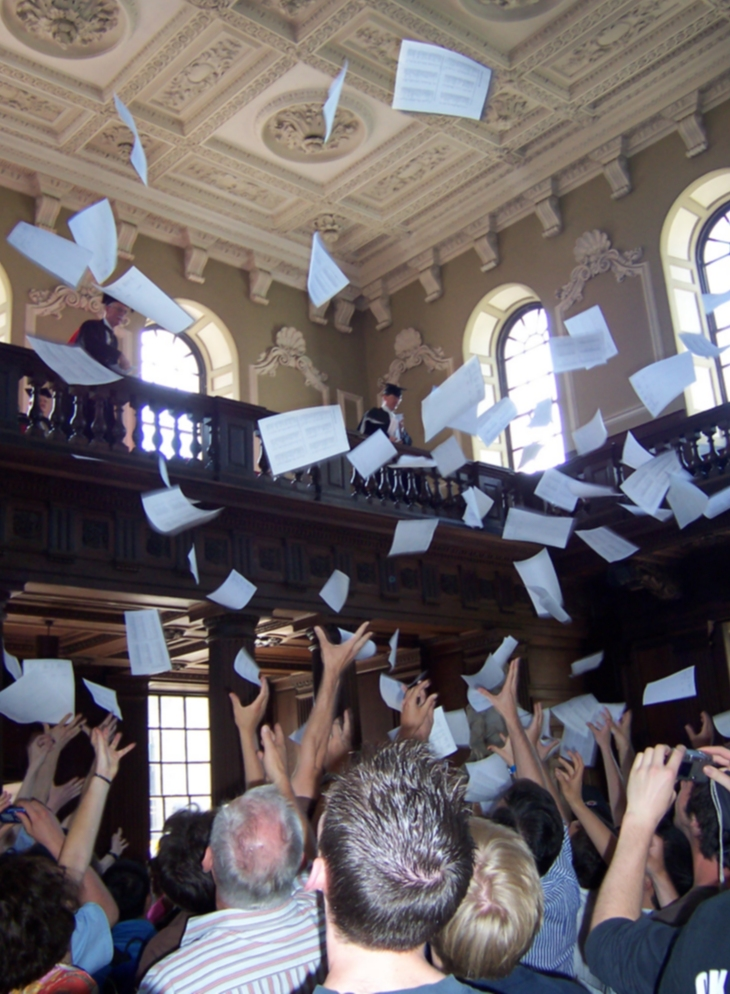
Die Ergebnisse von Teil 2 und 3 des Mathematik-Tripos werden im Senate house der Universität Cambridge verlesen und dann über die Balustrade geworfen.

Tripos ([ˈtraɪpɒs], Plural: triposes) bezeichnet sowohl die Studienfächer innerhalb des Kurssystems der Universität Cambridge als auch die abschließende Prüfung. Der Ausdruck rührt von einer auf das 17. Jahrhundert zurückgehenden Tradition her, dass bei der Abschlussfeier ein Bachelor ein humoristisch-satirisches Gedicht vortrug. Er wurde Tripos genannt, weil er dabei auf einem dreibeinigen Hocker (tripos) saß. Mit der Zeit ging der Ausdruck auf den Studienabschluss selbst und dann auf den Studiengang über, der zu diesem Abschluss führt.
Während an den meisten britischen Universitäten traditionell nur ein einzelnes Fach studiert wird, umfasst ein Tripos ein umfangreicheres Fachgebiet, beispielsweise Natural Sciences (Naturwissenschaften), Human, Social, and Political Sciences (Humanwissenschaften, Sozialwissenschaft und Politikwissenschaft) oder Psychological and Behavioural Sciences (Psychologie und Verhaltenswissenschaften), innerhalb dessen ein Student sich spezialisieren, aber auch im Studienverlauf seinen Schwerpunkt wechseln kann. Dadurch wird eine größere Flexibilität des Studiengangs erreicht.
Ein Tripos besteht aus zwei oder drei Studienabschnitten, wobei der erste und der zweite Abschnitt zusammen drei Studienjahre umfassen. Der erste Abschnitt, der in der Regel ein Jahr dauert, gibt einen Überblick über das Fachgebiet, während der zweite, in der Regel zweijährige Abschnitt der Spezialisierung dient. Es gibt auch Triposes (zum Beispiel in Englisch und Geschichte) mit einem zweijährigen ersten und einem einjährigen zweiten Abschnitt. Mit Bestehen der Prüfung am Ende des zweiten Abschnitts erwirbt der Student den Grad eines Bachelors mit besonderer Auszeichnung (honours degree). Sofern ein Tripos einen dritten Abschnitt umfasst, führt er in der Regel zu einem Master-Abschluss (etwa in der Mathematik das Certificate of Advanced Study in Mathematics).
Der klassische und am höchsten angesehene Tripos ist der Mathematik-Tripos; Triposes in den Moral Sciences und Natural Sciences kamen in den 1860er Jahren hinzu. Heute besteht das Studienangebot in Cambridge aus etwa dreißig Triposes, die  etwa 65 einzelne Fächer umfassen. Dabei gibt es einige Fächer, die Bestandteil von mehr als einem Tripos sind.

## Wrangler
Ein Student, der Teil 2 des Mathematik-Tripos mit First-class honours bestanden hat, wird Wrangler genannt. Der Student mit den besten Ergebnissen heißt Senior Wrangler, der zweitbeste Second Wrangler usw. Die besten Wrangler wurden in der Regel sofort als Fellows in den Lehrkörper berufen. Britische Mathematikprofessoren gehörten in der Vergangenheit häufig zu den drei besten Wranglers. Seit 1910 wird den Mathematik-Studenten ihr Rang nur noch persönlich mitgeteilt.